# OutRun 2019
OutRun 2019 (яп. アウトラン 2019) — видеоигра в жанре аркадного автосимулятора, разработанная студией SIMS и изданная компанией Sega 26 марта 1993 года эксклюзивно для игровой приставки Mega Drive/Genesis. Игра является спин-оффом серии OutRun.
В 2005 году игра была переиздана компанией Radica Games в виде отдельного игрового устройства — Play TV Legends Outrun 2019. Этот вариант игры использовал штурвал в качестве игрового контроллера.

## Игровой процесс
Игровой процесс аналогичен другим играм серии OutRun, но действие игры происходит в будущем. Игрок управляет высокоскоростным автомобилем, оборудованным ракетным ускорителем. В японской версии игры максимальная скорость составляет 341 километр в час, в европейской 682 километра в час, в американской — 1097 километров в час. Задачей игрока является прохождение трассы за отведённое время. Трассы состоят из отрезков, соединённых развилками. Таким образом, игрок может выбирать маршрут. Всего в игре четыре трассы. В игре присутствуют отрезки дороги различной ширины, участки бездорожья, тоннели и мосты. Необычной для игр серии особенностью является наличие двух уровней дорог, располагающихся одна над другой и местами пересекающимися друг с другом.

## Разработка и выход игры
Игра изначально разрабатывалась как самостоятельная игра для Sega Mega-CD под названием Cyber Road и не имела отношения к серии OutRun. Впоследствии целевая платформа была изменена на стандартную Sega Mega Drive, а название — на Junker’s High. Впоследствии она была снова переименована и выпущена под настоящим названием.

## Оценки и мнения
OutRun 2019 получила неоднозначные отзывы от критиков. На сайтах GameRankings и MobyGames средняя оценка составляет 53,75 % и 52/100 соответственно.